# Naonella kimihia
Naonella kimihia är en tvåvingeart som beskrevs av Boothroyd 2005. Naonella kimihia ingår i släktet Naonella och familjen fjädermyggor. Inga underarter finns listade i Catalogue of Life.